# 21527 Horton
21527 Horton este un asteroid din centura principală de asteroizi.

## Descriere
21527 Horton este un asteroid din centura principală de asteroizi. A fost descoperit pe 24 iunie 1998 la Socorro, New Mexico, în cadrul proiectului LINEAR. Asteroidul prezintă o orbită caracterizată de o semiaxă mare de 2,58 ua, o excentricitate de 0,18 și o înclinație de 12,7° în raport cu ecliptica.